# Убийственные красотки
«Убийственные красотки» (англ. Drop Dead Gorgeous) — американская чёрная комедия 1999 года с участием Кирстен Данст, Дениз Ричардс, Бриттани Мёрфи, Эллен Баркин и Кёрсти Элли. Фильм снят в документальной манере и пародирует съёмки телешоу о конкурсе красоты American Teen Princess.

## Сюжет
Маленький городок Маунт-Роуз (штат Миннесота) становится местом проведения ежегодного конкурса красоты — American Teen Princesse, организатором которого является компания-производитель косметики для молодёжи. На фоне провинциального американского захолустья разворачивается борьба за звание главной местной красавицы. Лидируют Бекки Лиман и Эмбер Аткинс. Девушки кардинально различаются между собой: Эмбер живёт в трейлере со своей матерью Аннет, работает в морге, подрабатывает в школьной столовой, лихо бьёт чечётку и мечтает стать известным журналистом. Бекки — девочка из самой богатой семьи города, её отец владеет мебельным магазином, а мать — в прошлом победительница конкурса «Американская принцесса», теперь является его главной судьёй. С первых же дней конкурса борьба идёт не на жизнь, а на смерть.

## В ролях
- Кирстен Данст — Эмбер Аткинс
- Эллен Баркин — Аннет Аткинс
- Эллисон Дженни — Лоретта
- Дениз Ричардс — Бекки Лиман
- Кёрсти Элли — Глэдис Лиман
- Сэм Макмюррей — Лестер Лиман
- Минди Стерлинг — Айрис Кларк
- Бриттани Мёрфи — Лиза Свенсон
- Эми Адамс — Лесли Миллер
- Лори Синклер — Мишель Джонсон
- Шэннон Нельсон — Тесс Уэйнхаус
- Тара Редепеннинг — Молли Ховард
- Сара Стюарт[англ.] — Дженнель Бетц
- Александра Холден — Мэри Йохансон
- Брук Бушман — Тэмми Курри
- Мэтт Мэллой — Джон Доу